# Grzegorz Jerzy Ghica
Grzegorz Jerzy Ghica (rum. Grigore I Ghica; zm. 1675) – hospodar Wołoszczyzny w latach 1660–1664 i 1672–1673 z rodu Ghica.
Był synem hospodara wołoskiego i mołdawskiego Jerzego Ghica. Wobec rosnących napięć pomiędzy Imperium Osmańskiego a Austrią (m.in. w okresie jego panowania IV wojna austriacko-turecka) próbował uniezależnić się od Turcji, prowadząc rokowania z Austrią. Został jednak usunięty i wyjechał do Austrii, gdzie przeszedł na katolicyzm.
Od jego syna Macieja (wielkiego bana, zm. 1708 na wygnaniu na Cyprze) pochodzili następni przedstawiciele rodu Ghica na tronach hospodarstw rumuńskich.

## Źródło
- J. Demel, Historia Rumunii, Wrocław 1970.